# Rubenilson Monteiro Ferreira
Rubenilson Monteiro Ferreira (São Luís, 8 juli 1972) is een gewezen Braziliaans-Belgische voetballer. Rubenilson was een aanvaller.

## SPelerscarrière
Standard Luik haalde Rubenilson in 1989 weg bij CR Flamengo, samen met zijn landgenoot Dinga Amilton Villas Boas. Hij bleef drie seizoenen bij Standard en speelde in België vervolgens nog bij RWDM en Antwerp FC. In 1993 verkreeg hij de Belgische nationaliteit.
In 1996 verliet hij de Belgische competitie voor Frankrijk, waar hij aan de slag ging bij OGC Nice. Hij speelde er tussen augustus en november 9 wedstrijden in de Ligue 1 (waaronder 4 als basisspeler), maar slaagde er niet in om te scoren. Nice besloot de samenwerking met Rubenilson tijdens de winterstop al te beëndigen, waarop de Braziliaanse Belg naar het Zuid-Koreaanse Seongnam FC trok. Daarna volgden nog passages bij Bursaspor, CS Visé, Maccabi Petach Tikwa, CF Extremadura, Universitatea Craiova en KSK Ronse. In 2006 beëndigde hij zijn profcarrière bij Ronse, dat toen in de Belgische tweede klasse uitkwam.
Na het afsluiten van zijn profcarrière ging Rubenilson voetballen voor tweedeprovincialer Huvo Jeuk. In 2009 vervoegde hij ook het Belgisch strandvoetbalteam.